# Flavio Roma
Flavio Roma (n. 21 iunie 1974, Roma) este un fost portar italian. Ultima sa echipă a fost AS Monaco din Franța, cu care s-a retras în 2014.